# Shah Rukh Khan
Shah Rukh Khan også kendt som SRK (født Shahrukh Khan, 2. november 1965) er en indisk skuespiller, producer og tv-personlighed. Nævnt i medierne som "Baadshah of Bollywood", "King of Bollywood" eller "King Khan", har han optrådt i over 80 Bollywood film i genrerne romantik, action og komedie. Shah Rukh Khan er omtalt i Los Angeles Times som måske "verdens største filmstjerne", med et betydeligt antal fans i Asien og udenlandsindere på verdensplan. Khan var efter sigende den anden rigeste skuespiller i verden i 2014, med en anslået formue på 600 millioner US$. Hans arbejde i Bollywood har tjent ham utallige anerkendelser, herunder 14 priser. Hans nye film Happy New Year er et hit i 2014/2015.
Han har tjent mange millioner på sine film. Hans nyeste film fra 2017-2018, har ikke, været de store hits, undtaget filmen “Raees” som tjente mange penge og var en film som havde slået rekorder i Bollywood.

## Karriere
Han startede sin karriere i tv-serier, men hans kvaliteter blev hurtig genkendt af de store filminstruktører. Han debuterede i filmen Deewana fra 1994. 
 Dette afsnit eller denne liste er kun påbegyndt. Hvis du ved mere om emnet, kan du hjælpe Wikipedia ved at tilføje mere.

## Privat
Han er gift med Gauri Khan og har 3 børn. De er bosat i Mumbai, Indien.[kilde mangler]

## Filmografi
- 1988: Fauji
- 1989: In Which Annie Gives It Those Ones
- 1989: Circus
- 1991: Idiot
- 1992: Deewana
- 1992: Dil Aashna Hai
- 1992: Chamatkar
- 1992: Raju Ban Gaya Gentleman
- 1993: Maya Memsaab
- 1993: Baazigar
- 1993: Pehla Nasha – Eine Liebe kommt (Pehla Nasha)
- 1993: Darr
- 1993: Kabhi Haan Kabhi Naa
- 1993: King Uncle
- 1994: Anjaam
- 1995: Dilwale Dulhania Le Jayenge
- 1995: Guddu
- 1995: Oh Darling Yeh Hai India!
- 1995: Ram Jaane
- 1995: Trimurti
- 1995: Zamaana Deewana
- 1995: Karan Arjun
- 1996: Army
- 1996: Chaahat
- 1996: Dushman Duniya Ka
- 1996: English Babu Desi Mem
- 1997: Gudgudee (Gæsteoptræden)
- 1997: Dil To Pagal Hai
- 1997: Yes Boss
- 1997: Koyla
- 1997: Pardes
- 1998: Achanak (Special appearance)
- 1998: Kuch Kuch Hota Hai
- 1998: Dil Se
- 1998: Duplicate
- 1999: Baadshah
- 1999: Sar Ankhon Par
- 2000: Gaja Gamini (Special appearance)
- 2000: Mohabbatein
- 2000: Har Dil Jo Pyar Karega... (Special appearance)
- 2000: Josh
- 2000: Hey Ram
- 2000: Phir Bhi Dil Hai Hindustani
- 2001: Kabhi Khushi Kabhie Gham
- 2001: Asoka
- 2001: One 2 Ka 4
- 2002: Shakti – The Power
- 2002: Hum Tumhare Hain Sanam
- 2002: Devdas
- 2002: Saathiya (Special appearance)
- 2003: Kal Ho Naa Ho
- 2003: Chalte Chalte
- 2004: Swades
- 2004: Veer-Zaara
- 2004: Main Hoon Na
- 2004: Yeh Lamhe Judaai Ke
- 2005: Paheli
- 2005: Silsiilay (Special appearance)
- 2005: Kuch Meetha Ho Jaye (Special appearance)
- 2005: Kaal
- 2006: Alag (Special appearance)
- 2006: I See You (Special appearance)
- 2006: Kabhi Alvida Naa Kehna
- 2006: Don: The Chase Begins Again
- 2007: Chak De! India
- 2007: Heyy Babyy (Special appearance)
- 2007: Om Shanti Om
- 2008: Kismat Konnection
- 2008: Bhoothnath
- 2008: Rab Ne Bana Di Jodi
- 2008: Krazzy 4 (Special appearance)
- 2008: Shaurya
- 2009: Luck by Chance
- 2009: Aao Wish Karein
- 2009: Billu
- 2010: Dulha Mil Gaya
- 2010: Dunno Y
- 2010: Shahrukh Bola Khoobsurat Hai Tu (Special appearance)
- 2010: My Name Is Khan
- 2011: Ra.One
- 2011: Don 2
- 2012: Jab Tak Hai Jaan
- 2013: Bombay Talkies (Special appearance)
- 2013: Chennai Express
- 2013: Madhubala – Ek Ishq Ek Junoon
- 2014: Bhoothnath Returns (Special appearance)
- 2014: Happy New Year
- 2015: Dilwale
- 2016: Fan
- 2017: Raees